# Jim Riffey
James Ray Riffey, detto Jim (Washington, 14 dicembre 1923 – Battle Creek, 30 gennaio 2018), è stato un cestista e allenatore di pallacanestro statunitense, professionista nella NBA.

## Carriera
Venne selezionato dai Fort Wayne Pistons al secondo giro del Draft NBA 1950 (18ª scelta assoluta).